# Pristimantis phragmipleuron
Pristimantis phragmipleuron es una especie de anfibio anuro de la familia Craugastoridae.

## Distribución
Esta especie es endémica de Pan de Azúcar en el departamento de Antioquia en Colombia. Habita a unos 1800 m de altitud.

## Publicación original
- Rivero & Serna, 1988 "1987" : Tres nuevas especies de Eleutherodactylus (Amphibia, Leptodactylidae) de Antioquia, Colombia. Caribbean Journal of Science, vol. 23, n.º 3/4, p. 386-399[5]